# 凃宗和
凃宗和（1949年—2022年6月27日），臺灣企業家，出生於台南市學甲區，為翰林茶館創辦人。凃宗和長期推廣茶飲文化，其創辦的翰林茶館為台灣最早販售珍珠奶茶的商家，因此他也被稱為「珍珠奶茶之父」。

## 生平
凃宗和在初中畢業後開始出社會工作，曾經學習繪畫，在街頭賣畫為生，退伍後與配偶陳雨華經營畫廊與火鍋店，後開始接觸茶葉製作與販售相關行業。於1986年，創辦翰林茶館，販售茶飲。因在台南市鴨母寮市場，向小販購買台灣常見的甜點粉圓，發現加入奶茶後口感更好，開始了銷售珍珠奶茶。2015年被國家地理雜誌譽為「影響華人世界十位重要人物」。
2022年因感染新冠肺炎過世，享壽73歲。

## 家庭
配偶  陳雨華 兩人結褵49年，共育二女一男。